# Conacul lui Aleinicov din Soroca
Conacul (Vila) lui A.T. Aleinicov este un monument istoric și de arhitectură de importanță națională din orașul Soroca, același raion (Republica Moldova), construit la începutul secolului al XX-lea.
Este una din ultimele vile urbane, construite în Basarabia înainte de Primul Război Mondial. Conacul este amplasat în mijlocul unei grădini peisajere pe panta povîrnișului înalt al terasei superioare a malului Nistrului, această vilă (din cauza reliefului) a fost soluționată în două nivele – parter și etaj, elementul arhitectural principal al întregului edificiu, rămînînd însă porticul intrării centrale, sprijinit pe două coloane din fontă, avînd balcon cu grilaj din fier forjat.
Se află în stare nesatisfăcătoare. Actualmente în incinta sa se află un spital.

## Vezi și
- Lista conacelor din Republica Moldova